# Navy Log
Navy Log  è una serie televisiva statunitense in 104 episodi trasmessi per la prima volta nel corso di 3 stagioni dal 1955 al 1958.
In Italia è stata trasmessa dagli anni 1960 al 28 agosto 2015 prima su Rai 1, poi su Telecapri News e su Telecapri.

## Trama
È una serie televisiva di tipo antologico in cui ogni episodio rappresenta una storia a sé. Gli episodi sono storie di militari della United States Navy  e vengono presentati da Robert Carson.

## Produzione
La serie fu prodotta da Gallu Productions e girata in California. Tra gli sceneggiatori Peter Barry, David E. Durston, Max Ehrlich, Leonard Lee, Roger Marston, William N. Robson, Allan E. Sloane. Il tema musicale è intitolato Navy Log March, fu composto da Fred Steiner con testi di Irving Bibo.

### Registi
Tra i registi della serie sono accreditati:
- Samuel Gallu (15 episodi, 1956-1958)
- Jean Yarbrough (7 episodi, 1955-1957)
- Leslie Goodwins

## Guest star
- John Archer nel ruolo dello skipper in Hiya Pam (1955).
- Raymond Bailey nel ruolo del tenente Fenton in Operation Typewriter (1956)
- Edward Binns e Paul Picerni in Phantom of Blue Angels (1955)
- Paul Burke nel ruolo di Sparks in Sky Pilot (1955)
- Russ Conway nel ruolo del comandante Loomis in A Day for a Stingray (1956)
- Walter Coy nel ruolo del colonnello Jack Connors in Destination - 1600 Pennsylvania Avenue NW (1956) e in Lady e Atom (1957).
- Francis De Sales nel ruolo di un ufficiale in Operation Three-In-One (1955) e in Get Back Somehow (1956)
- Dean Fredericks nel ruolo di DeMarco in War of Whale Boats (1957)
- Ron Hagerthy nel ruolo di Johnny Fletcher in Ninety Day Wonder (1956), nel ruolo di Jimmy Milano in Lady e Atom (1957), e nel ruolo di Swenson in Draft Dodger (1958)
- Gloria Henry nel ruolo di Eileen Murphy in Decoy (1957)
- Don Keefer nel ruolo di McNair in Ito of Attu (1957)
- Tyler McVey nel ruolo di Monsignor Flaherty in Sky Pilot (1955) e Draft Dodger (1958)
- Michael Caine
- Clint Eastwood

## Distribuzione
La serie fu trasmessa negli Stati Uniti dal 1955 al 1958 sulle reti televisivi CBS e ABC. In Italia fu trasmessa con il titolo originale Navy Log su Rai 1, su Telecapri News e su Telecapri.

## Episodi
| Stagione         | Episodi | Prima TV originale | Prima TV Italia |
| ---------------- | ------- | ------------------ | --------------- |
| Prima stagione   | 39      | 1955-1956          | anni 1960-2013  |
| Seconda stagione | 35      | 1956-1957          | 2014-2015       |
| Terza stagione   | 30      | 1957-1958          | 2015            |